# Bram Cohen
Bram Cohen (12 de agosto de 1975) é um programador dos Estados Unidos de origem judaica, conhecido principalmente por criar o protocolo BitTorrent no ano de 2001.

## Biografia
Cohen é filho de uma professora e de um cientista da computação.
Após um autodiagnóstico, afirma ter a síndrome de Asperger.